# Gibellina, Trapani
Gibellina är en ort och kommun i kommunala konsortiet Trapani, innan 2015 provinsen Trapani, i regionen Sicilien i sydvästra Italien. Kommunen hade 4 016 invånare (2017).